# Thelia hirtella
Thelia hirtella är en bladmossart som beskrevs av Sullivant och Lesquereux 1856. Thelia hirtella ingår i släktet Thelia och familjen Theliaceae. Inga underarter finns listade i Catalogue of Life.